# Température virtuelle
La température virtuelle  {\displaystyle T_{v}} est la température de l'air sec ayant la même masse volumique et la même pression que l'air humide.

## Définition
L'air atmosphérique est de l'air humide : il est composé d'air sec ainsi que de vapeur d'eau. Si on prend un volume d'air humide qui est à une température {\displaystyle T} et à une pression {\displaystyle P}, plus l'air de ce volume est humide, plus la différence entre {\displaystyle T} et {\displaystyle T_{v}} est grande. Les deux températures sont liées par la relation :
avec :
- {\displaystyle T} la température ambiante (en kelvins, K) ;
- {\displaystyle q} l'humidité spécifique.

Cette température peut s'exprimer selon la pression partielle {\displaystyle e} de vapeur d'eau présente dans l'air, de la pression atmosphérique {\displaystyle P} et du rapport {\displaystyle \varepsilon } de la masse molaire de la vapeur d'eau et de celle de l'air sec :
{\displaystyle T_{v}={T \over 1-{e \over P}\left(1-\varepsilon \right)}}
{\displaystyle \varepsilon } vaut 0,622 sur Terre. Ce rapport dépendant de la composition de l'atmosphère, il est différent sur une autre planète.